# ماجراهای پریسیلا، ملکه صحرا
ماجراهای پریسیلا، ملکه صحرا (انگلیسی: The Adventures of Priscilla, Queen of the Desert) فیلمی در ژانر زوج هنری و کمدی-درام به کارگردانی استفان الیوت است که در سال ۱۹۹۴ منتشر شد. از بازیگران آن می‌توان به ترنس استامپ، هوگو ویوینگ، گای پیرس، و بیل هانتر اشاره کرد.